# Maria Magdalenakerk (Jeruzalem)
De Maria Magdalena Kerk (Russisch: Храм Марии Магдалины, Chram Marii Magdaline) is een Russisch-orthodox kerkgebouw op de Olijfberg, nabij Getsemane in Jeruzalem. Jurisdictioneel valt deze kerk onder de Russisch-orthodoxe Kerk in het Buitenland, zij beheert samen met het Grieks-orthodox patriarchaat van Jeruzalem deze kerk.
De kerk is gewijd aan Maria Magdalena, die volgens het Evangelie volgens Johannes de eerste was die Jezus zag na zijn wederopstanding. Ze wordt gezien als een van zijn belangrijkste vrouwelijke discipelen en wordt in sommige legendes ook gezien als zijn vrouw.
De kerk werd in 1881 gebouwd door Alexander III van Rusland voor zijn moeder, Marie van Hessen-Darmstadt. De kerk is gebouwd met zogenaamde tented roofs, met 7 vergulden koepels, een erg populaire stijl in Rusland in de 16e en 17e eeuw.

## Bezittingen
De kerk heeft verschillende relikwieën van onder andere Elisabeth Fjodorovna en Barbara Jakovleva. Ook de moeder van Philip Mountbatten, Hertog van Edinburgh, Alice van Battenberg is hier begraven.